# Lussault-sur-Loire
Lussault-sur-Loire é uma comuna francesa na região administrativa do Centro, no departamento Indre-et-Loire. Estende-se por uma área de 9,37 km². Em 2010 a comuna tinha 831 habitantes (densidade: 88,7 hab./km²).